# Hradisko (okres Kežmarok)
Hradisko (polsky Hrodisko, maďarsky Kisvár) je obec na Slovensku v okrese Kežmarok. V obci žije 98 obyvatel. První písemná zmínka o obci pochází z roku 1264.